# Monica Van Kerrebroeck
Monica Rachel Léopoldine Van Kerrebroeck (Gent, 22 juli 1939 – Zaffelare, 20 augustus 2023) was een Belgische religieuze politica en lid van de CD&V.

## Levensloop
Monica Van Kerrebroeck studeerde in 1959 af als geaggregeerde secundair onderwijs Nederlands en geschiedenis aan de Middelbare Normaalschool in Eeklo en behaalde in 1967 een licentie in de moderne geschiedenis aan de Katholieke Universiteit Leuven. 
In 1960 trad zij bij de congregatie van de Zusters van Liefde van Jezus en Maria, waar ze als verzorgster meehielp in het rusthuis. Na het voltooien van haar studie aan de KU Leuven werd ze in 1967 leerkracht geschiedenis in het Onze-Lieve-Vrouw ten Doorninstituut in Eeklo, het huidige College ten Doorn. Daar was ze van 1971 tot 1981 ook directeur en stond ze mede aan de basis van de vernieuwing van het secundair onderwijs (vso) in Vlaanderen. Nadien was ze van 1981 tot 2000 directeur van het Sint-Bavohumaniora in Gent, in die tijd een katholieke meisjesschool. Zuster Monica werd eveneens actief als bestuurslid van de Arteveldehogeschool, beide in haar geboortestad Gent, bestuurslid van DIGO, het Centraal Bureau van de Guimardstraat en van vzw's in lager en secundair onderwijs.
In 2000 stapte Van Kerrebroeck in de politiek voor de toenmalige CVP, vanaf 2001 CD&V geheten. Ze werd in oktober 2000 verkozen tot gemeenteraadslid van Gent, hetgeen ze bleef tot eind 2012. Bij de gemeenteraadsverkiezingen van oktober 2012 duwde Van Kerrebroeck de CD&V-lijst in Gent.
Bij de derde rechtstreekse Vlaamse verkiezingen van 13 juni 2004 werd ze verkozen in de kieskring Oost-Vlaanderen. Ze bleef Vlaams Parlementslid tot juni 2009. In het Vlaams Parlement was ze voorzitter van de commissie Onderwijs, Vorming, Wetenschap en Innovatie.
Zuster Monica groeide tevens uit tot een mediapersoonlijkheid als 'jurylid' in het praatprogramma Recht van antwoord en nam deel aan het vijfde seizoen van de televisiequiz De slimste mens ter wereld.
In januari 2011 werd lymfeklierkanker vastgesteld bij Van Kerrebroeck, die uiteindelijk van deze ziekte herstelde. In de laatste jaren van haar leven verbleef ze in een woonzorgcentrum in Zaffelare, waar ze in augustus 2023 op 84-jarige leeftijd overleed.